# 内海船

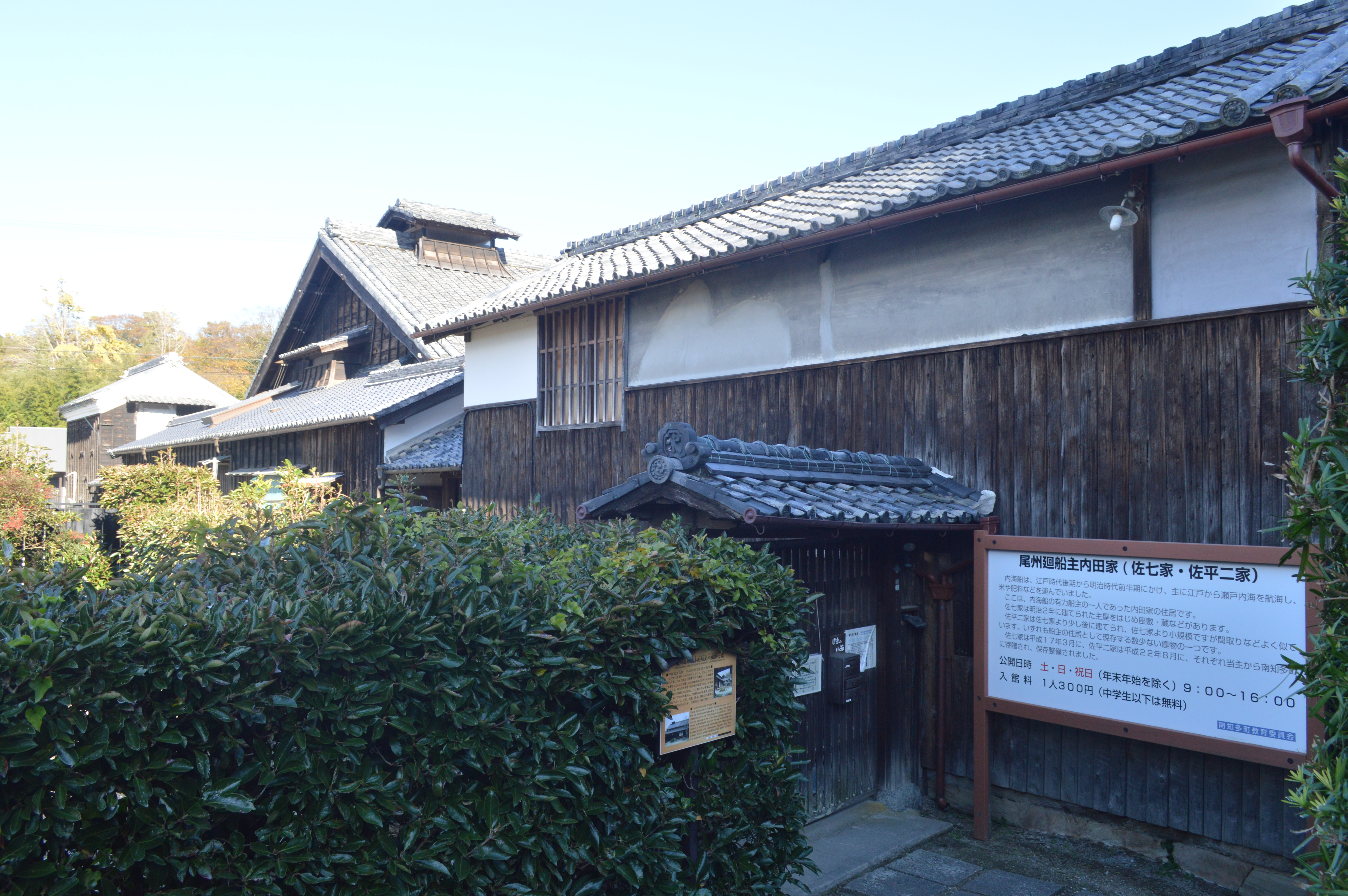
尾州廻船内海船船主 内田家

内海船（うつみぶね）は尾張国（現・愛知県）出身の商人たちがつくった廻船業組織「尾州廻船」のうち、知多半島南部の内海（現・南知多町）とその周辺を拠点としたものを指す名称。
同時期の菱垣廻船・樽廻船とは異なり、積み荷の運賃ではなく、生産地で買い付けた商品を寄港先で売った利益で収入を得る「買い積み方式」で運営されていた。最盛期には100艘の船が就役していた。
北前船とともに商船の拠点・終点は上方市場で、両者ともに18世紀末から明治の初めにかけて最盛期を迎えた。